# 石垣コミュニティーエフエム
有限会社石垣コミュニティーエフエムは、沖縄県石垣市、八重山郡竹富町の各一部地域を放送区域として超短波放送（FM放送）を行う特定地上基幹放送事業者である。
FMいしがきサンサンラジオの愛称でコミュニティ放送を行っている。

## 概要
2007年（平成19年）に開局。日本最南端・最西端のラジオ放送局である。コミュニティ放送の免許人としては珍しい有限会社である。那覇市に那覇支局スタジオを開設し、沖縄本島在住のタレント・アーティスト・経営者による番組も制作配信している。
かつては北谷町でコミュニティ放送を行うFMニライと業務提携し、2019年9月23日より大多数の独自番組をFMニライへネットしていたが、2020年10月末をもって解消している。

### スタジオ
スタジオ（演奏所）はANAインターコンチネンタル石垣リゾート オーシャンウイング2Fにある。現在地への移転前は、アートホテル石垣島（旧・ホテル日航八重山）1Fロビーにあった。当該ホテルは標高18mの高台にあり、津波被害時にも安定して情報発信ができるとしていた。

### 送信所及び放送エリア
送信所は、スタジオ（演奏所）から北西方向にあるバンナ岳（大川山）にある。また、2021年4月1日には、石垣島西部の川平及び北部の伊原間（玉取）に中継局を開設している。なお、川平での中継局開設にあたっては、住民による建設場所の変更を求める運動が発生した。
放送エリアは、石垣市の人口47,175人、世帯数17,728戸、竹富町の人口4,201人、世帯数2,126戸。中継所開設前には、石垣市は西側の川平地区と東側の桃里地区あたりまでの人口の95％を、竹富町は竹富島と西表島一部の人口の約10％を聴取エリアとしていた。
SimulRadioに参加しており、インターネット配信をしている。PCサイト・スマホアプリ「ListenRadio」で聴取可能。また、公式ウェブサイトでもスタジオ映像をライブ配信している。

## 沿革
- 2007年（平成19年）
  - 3月23日 - 放送局（現特定地上基幹放送局）の予備免許取得[13][14]
  - 7月12日 - 放送局の免許取得[15][14]。
  - 7月15日 - 開局[2]。
- 2008年（平成20年）6月 - 石垣市と災害防災などの放送に関する協定を締結[7]。
- 2009年（平成21年）9月9日 - SimulRadioによるインターネット配信開始。
- 2010年（平成22年）3月5日 - 送信所を石垣市字大川250番地与儀ビル[16]から字大川大川山1540-20番地（バンナ岳）の現在地に移転。聴取エリアが石垣島北西部、西表島、黒島の一部まで拡大する[7][17]。
- 2011年（平成23年）4月27日 - 石垣市と地震・津波などの緊急情報の割り込み放送に関する協定を締結[18]
- 2012年（平成24年）7月15日 - 演奏所（スタジオ）を石垣港近く（石垣市大川の丸ビル2階[13]）からホテル日航八重山（現アートホテル石垣島）に移転。
- 2018年（平成30年）7月15日 - 演奏所（スタジオ）をアートホテル石垣島からANAインターコンチネンタル石垣リゾートに移転[19]。
- 2019年（平成31年）3月27日 - 石垣市、竹富町、与那国町及び石垣島地方気象台と災害防止情報等の放送及び配信に関する協定を締結。1市2町及び気象台から災害に関する情報提供を受け、ラジオ放送及びインターネットのストリーミング放送により1市2町全域に提供[20]。
- 2021年（令和3年）
  - 2月1日 - 石垣コミュニティーエフエムとの協力のもと、石垣市が緊急告知防災ラジオの運用を開始[21]
  - 4月1日 - 石垣島西部の川平及び北部の伊原間（玉取）に中継局を開設[9][8]。

## タイムテーブル
- 太字は自社制作番組。■はミュージックバード発の全国放送番組。■は、ミュージックバードで2025年7月からの新番組。
- 〈〉内は制作局。

|    |                                          | 月 | 火 | 水 | 木 | 金 | 土                                                                     | 日                                                          |  |
| 6  | 00                                       | モーニングコミュニティ | モーニングコミュニティ | モーニングコミュニティ | モーニングコミュニティ | モーニングコミュニティ | KZOO ALOHA HOTLINE “Aloha Rainbow”                                     | 経営軍師 岡漱一郎の 絶対負けない社長の法則 〈FMとおかまち〉 |  |
| 7  | 00                                       | サンサンモーニング - 照屋寛文 ◇天気予報 ◇ニュース ◇市政だより ◇警察テレビ消防情報 ◇イベント・地域情報                        | サンサンモーニング - 照屋寛文 ◇天気予報 ◇ニュース ◇市政だより ◇警察テレビ消防情報 ◇イベント・地域情報                        | サンサンモーニング - 照屋寛文 ◇天気予報 ◇ニュース ◇市政だより ◇警察テレビ消防情報 ◇イベント・地域情報                        | サンサンモーニング - 照屋寛文 ◇天気予報 ◇ニュース ◇市政だより ◇警察テレビ消防情報 ◇イベント・地域情報                        | サンサンモーニング - 照屋寛文 ◇天気予報 ◇ニュース ◇市政だより ◇警察テレビ消防情報 ◇イベント・地域情報                        | シビルトーン♪ ～素敵な週末～                                           | おはようサンデー                                            |  |
| 7  | 30                                       | サンサンモーニング - 照屋寛文 ◇天気予報 ◇ニュース ◇市政だより ◇警察テレビ消防情報 ◇イベント・地域情報                        | サンサンモーニング - 照屋寛文 ◇天気予報 ◇ニュース ◇市政だより ◇警察テレビ消防情報 ◇イベント・地域情報                        | サンサンモーニング - 照屋寛文 ◇天気予報 ◇ニュース ◇市政だより ◇警察テレビ消防情報 ◇イベント・地域情報                        | サンサンモーニング - 照屋寛文 ◇天気予報 ◇ニュース ◇市政だより ◇警察テレビ消防情報 ◇イベント・地域情報                        | サンサンモーニング - 照屋寛文 ◇天気予報 ◇ニュース ◇市政だより ◇警察テレビ消防情報 ◇イベント・地域情報                        | シビルトーン♪ ～素敵な週末～                                           | 天使のモーニングコール                                      |  |
| 8  | 00                                       | サンサンモーニング - 照屋寛文 ◇天気予報 ◇ニュース ◇市政だより ◇警察テレビ消防情報 ◇イベント・地域情報                        | サンサンモーニング - 照屋寛文 ◇天気予報 ◇ニュース ◇市政だより ◇警察テレビ消防情報 ◇イベント・地域情報                        | サンサンモーニング - 照屋寛文 ◇天気予報 ◇ニュース ◇市政だより ◇警察テレビ消防情報 ◇イベント・地域情報                        | サンサンモーニング - 照屋寛文 ◇天気予報 ◇ニュース ◇市政だより ◇警察テレビ消防情報 ◇イベント・地域情報                        | サンサンモーニング - 照屋寛文 ◇天気予報 ◇ニュース ◇市政だより ◇警察テレビ消防情報 ◇イベント・地域情報                        | シビルトーン♪ ～素敵な週末～                                           | おはようサンデー                                            |  |
| 9  | 00                                       | サンサンモーニング - 照屋寛文 ◇天気予報 ◇ニュース ◇市政だより ◇警察テレビ消防情報 ◇イベント・地域情報                        | サンサンモーニング - 照屋寛文 ◇天気予報 ◇ニュース ◇市政だより ◇警察テレビ消防情報 ◇イベント・地域情報                        | サンサンモーニング - 照屋寛文 ◇天気予報 ◇ニュース ◇市政だより ◇警察テレビ消防情報 ◇イベント・地域情報                        | サンサンモーニング - 照屋寛文 ◇天気予報 ◇ニュース ◇市政だより ◇警察テレビ消防情報 ◇イベント・地域情報                        | サンサンモーニング - 照屋寛文 ◇天気予報 ◇ニュース ◇市政だより ◇警察テレビ消防情報 ◇イベント・地域情報                        | 00 忽那賢志の Rhythm Medication 30 ソノコトラジオ                      | グッ★モニ                                                   |  |
| 10 | 00                                       | ハッピーザサン - 玉川有希・花城智子・Asahi Nao・前泊あこ・西銘由紀・本底美寿々・遠藤南 ◇メッセージ ◇ニュース ◇地域情報 ◇天気 | ハッピーザサン - 玉川有希・花城智子・Asahi Nao・前泊あこ・西銘由紀・本底美寿々・遠藤南 ◇メッセージ ◇ニュース ◇地域情報 ◇天気 | ハッピーザサン - 玉川有希・花城智子・Asahi Nao・前泊あこ・西銘由紀・本底美寿々・遠藤南 ◇メッセージ ◇ニュース ◇地域情報 ◇天気 | ハッピーザサン - 玉川有希・花城智子・Asahi Nao・前泊あこ・西銘由紀・本底美寿々・遠藤南 ◇メッセージ ◇ニュース ◇地域情報 ◇天気 | ハッピーザサン - 玉川有希・花城智子・Asahi Nao・前泊あこ・西銘由紀・本底美寿々・遠藤南 ◇メッセージ ◇ニュース ◇地域情報 ◇天気 | Brand-New Saturday                                                     | 絵本大好き! 児童サークル いちごの会                         |  |
| 11 | 00                                       | ハッピーザサン - 玉川有希・花城智子・Asahi Nao・前泊あこ・西銘由紀・本底美寿々・遠藤南 ◇メッセージ ◇ニュース ◇地域情報 ◇天気 | ハッピーザサン - 玉川有希・花城智子・Asahi Nao・前泊あこ・西銘由紀・本底美寿々・遠藤南 ◇メッセージ ◇ニュース ◇地域情報 ◇天気 | ハッピーザサン - 玉川有希・花城智子・Asahi Nao・前泊あこ・西銘由紀・本底美寿々・遠藤南 ◇メッセージ ◇ニュース ◇地域情報 ◇天気 | ハッピーザサン - 玉川有希・花城智子・Asahi Nao・前泊あこ・西銘由紀・本底美寿々・遠藤南 ◇メッセージ ◇ニュース ◇地域情報 ◇天気 | ハッピーザサン - 玉川有希・花城智子・Asahi Nao・前泊あこ・西銘由紀・本底美寿々・遠藤南 ◇メッセージ ◇ニュース ◇地域情報 ◇天気 | 昼さんぽ♪ AsahiNao・西島本舞・西銘由紀・玉川有希                       | 昼さんぽ♪ AsahiNao・西島本舞・西銘由紀・玉川有希            |  |
| 12 | 00                                       | ハッピーザサン - 玉川有希・花城智子・Asahi Nao・前泊あこ・西銘由紀・本底美寿々・遠藤南 ◇メッセージ ◇ニュース ◇地域情報 ◇天気 | ハッピーザサン - 玉川有希・花城智子・Asahi Nao・前泊あこ・西銘由紀・本底美寿々・遠藤南 ◇メッセージ ◇ニュース ◇地域情報 ◇天気 | ハッピーザサン - 玉川有希・花城智子・Asahi Nao・前泊あこ・西銘由紀・本底美寿々・遠藤南 ◇メッセージ ◇ニュース ◇地域情報 ◇天気 | ハッピーザサン - 玉川有希・花城智子・Asahi Nao・前泊あこ・西銘由紀・本底美寿々・遠藤南 ◇メッセージ ◇ニュース ◇地域情報 ◇天気 | ハッピーザサン - 玉川有希・花城智子・Asahi Nao・前泊あこ・西銘由紀・本底美寿々・遠藤南 ◇メッセージ ◇ニュース ◇地域情報 ◇天気 | 昼さんぽ♪ AsahiNao・西島本舞・西銘由紀・玉川有希                       | 昼さんぽ♪ AsahiNao・西島本舞・西銘由紀・玉川有希            |  |
| 13 | 00                                       | タウン情報 | ブルーゾーン 石垣島 | タウン情報 | タウン情報 | ブルーゾーン 石垣島 | あの頃青春グラフィティ                                                 | JP TOP20                                                    |  |
| 13 | 30                                       | 上地等の WalkingTalkingRadio                                                                                                 | よ～んな～ユンタク♪ ミヤタク&こーずー                                                                                        | ザ・パパイヤンズの 低地ビーチで海の家大作戦                                                                                  | 歌を捧げて 成底ゆう子 | 生り島やいま YOSHIKO | あの頃青春グラフィティ                                                 | JP TOP20                                                    |  |
| 14 | 00                                       | うたごえ喫茶 上原晃子 | 火曜・歌謡・通う 安里隆 | マンゴーオージーの だっからよーラジオ                                                                                        | ケンヤマルセイユの HAPPY MEETING♪                                                                                            | うちなーから ゆんたくびけーん キヨシとケイコ                                                                                 | あの頃青春グラフィティ                                                 | JP TOP20                                                    |  |
| 15 | 00                                       | 野村きみよの アイランドジャーニー                                                                                            | 仲宗根充の ふるさとの島唄 | 稽古照今 金城弘美 | ネーネーズの ちちゃりばちょーでー                                                                                            | ミュージック タイムトラベル                                                                                                  | あの頃青春グラフィティ                                                 | みんなあつまれ! ワクワクサワー 〈ボイス・キュー〉           |  |
| 16 | 00                                       | アフタヌーン・パラダイス | アフタヌーン・パラダイス | アフタヌーン・パラダイス | アフタヌーン・パラダイス | Weekly GOLF Review ～NO GOLF! NO LIFE!～ マーシー西川                                                                        | SATURDAY SUPER LEGEND                                                  | 八重山スポーツ王国 （第1・3週のみ）                         |  |
| 17 | 00                                       | サンセットイブニング ◇天気予報 ◇ニュース◇イベント・地域情報 ◇メッセージ                                                      | サンセットイブニング ◇天気予報 ◇ニュース◇イベント・地域情報 ◇メッセージ                                                      | サンセットイブニング ◇天気予報 ◇ニュース◇イベント・地域情報 ◇メッセージ                                                      | サンセットイブニング ◇天気予報 ◇ニュース◇イベント・地域情報 ◇メッセージ                                                      | サンセットイブニング ◇天気予報 ◇ニュース◇イベント・地域情報 ◇メッセージ                                                      | SATURDAY SUPER LEGEND                                                  | アイランドブリーズ Kalaulani                                |  |
| 17 | 30                                       | サンセットイブニング ◇天気予報 ◇ニュース◇イベント・地域情報 ◇メッセージ                                                      | サンセットイブニング ◇天気予報 ◇ニュース◇イベント・地域情報 ◇メッセージ                                                      | サンセットイブニング ◇天気予報 ◇ニュース◇イベント・地域情報 ◇メッセージ                                                      | サンセットイブニング ◇天気予報 ◇ニュース◇イベント・地域情報 ◇メッセージ                                                      | サンセットイブニング ◇天気予報 ◇ニュース◇イベント・地域情報 ◇メッセージ                                                      | 00 大崎潔の がんばれハワイ 30 森本ケンタの Radio espresso 〈東広島FM〉 | アイランドブリーズ Kalaulani                                |  |
| 18 | 00                                       | サンセットイブニング ◇天気予報 ◇ニュース◇イベント・地域情報 ◇メッセージ                                                      | サンセットイブニング ◇天気予報 ◇ニュース◇イベント・地域情報 ◇メッセージ                                                      | サンセットイブニング ◇天気予報 ◇ニュース◇イベント・地域情報 ◇メッセージ                                                      | サンセットイブニング ◇天気予報 ◇ニュース◇イベント・地域情報 ◇メッセージ                                                      | サンセットイブニング ◇天気予報 ◇ニュース◇イベント・地域情報 ◇メッセージ                                                      | 生り島やいま（再放送）                                                 | Premium G 〜MUSIC GIFT～                                    |  |
| 18 | 30                                       | FUN☆FUN ISLAND - YUKI・mai・NARAO・HERO・Nancy・玉ゆき                                                                       | FUN☆FUN ISLAND - YUKI・mai・NARAO・HERO・Nancy・玉ゆき                                                                       | FUN☆FUN ISLAND - YUKI・mai・NARAO・HERO・Nancy・玉ゆき                                                                       | FUN☆FUN ISLAND - YUKI・mai・NARAO・HERO・Nancy・玉ゆき                                                                       | FUN☆FUN ISLAND - YUKI・mai・NARAO・HERO・Nancy・玉ゆき                                                                       | 井上昌己の precious moment                                             | Premium G 〜MUSIC GIFT～                                    |  |
| 19 | 00                                       | FUN☆FUN ISLAND - YUKI・mai・NARAO・HERO・Nancy・玉ゆき                                                                       | FUN☆FUN ISLAND - YUKI・mai・NARAO・HERO・Nancy・玉ゆき                                                                       | FUN☆FUN ISLAND - YUKI・mai・NARAO・HERO・Nancy・玉ゆき                                                                       | FUN☆FUN ISLAND - YUKI・mai・NARAO・HERO・Nancy・玉ゆき                                                                       | FUN☆FUN ISLAND - YUKI・mai・NARAO・HERO・Nancy・玉ゆき                                                                       | Kazuo Yoshida’s BOSSAMANIA                                             | E-LOUNGE MUSIC PLACE                                        |  |
| 20 | 00                                       | 54エンターテイメント Presents 石垣島の夜空の下から                                                                           | ババスペの お笑い産業道路 | しゃにラジ！ 島のしゃにしゃにラジオ! 八重山青年会議所                                                                        | 国仲恵亮の スポLABラジオ | オグマツの 86ラジオ | 牧山純子 サウンドマリーナ                                              | PRESIDENT STATION                                           |  |
| 20 | 30                                       | 54エンターテイメント Presents 石垣島の夜空の下から                                                                           | ババスペの お笑い産業道路 | しゃにラジ！ 島のしゃにしゃにラジオ! 八重山青年会議所                                                                        | 〜MUSIC〜 | オグマツの 86ラジオ | 牧山純子 サウンドマリーナ                                              | PRESIDENT STATION                                           |  |
| 21 | 00                                       | 大西貴文のTHE NITE | 大西貴文のTHE NITE | 大西貴文のTHE NITE | 大西貴文のTHE NITE | 大西貴文のTHE NITE | 海街レディオ〈茅ヶ崎FM〉                                               | Sound of Oasis ～GOOD PERSON ／COOL SAKE                    |  |
| 21 | wacciの LIVE!LIVE!LIVE! 〈仙台シティFM〉 | 大西貴文のTHE NITE | 大西貴文のTHE NITE | 大西貴文のTHE NITE | 大西貴文のTHE NITE | 大西貴文のTHE NITE |                                                                        | Sound of Oasis ～GOOD PERSON ／COOL SAKE                    |  |
| 22 | 00                                       | 大西貴文のTHE NITE | 大西貴文のTHE NITE | 大西貴文のTHE NITE | 大西貴文のTHE NITE | 大西貴文のTHE NITE | ジンケトリオ                                                           | 石原まさしの ミュージック チャンプルー                      |  |
| 22 | 30                                       | 大西貴文のTHE NITE | 大西貴文のTHE NITE | 大西貴文のTHE NITE | 大西貴文のTHE NITE | 大西貴文のTHE NITE | ひろこの音部屋 〈Ciao!〉                                               | 石原まさしの ミュージック チャンプルー                      |  |
| 23 | 00                                       | 大西貴文のTHE NITE | 大西貴文のTHE NITE | 大西貴文のTHE NITE | 大西貴文のTHE NITE | 大西貴文のTHE NITE | PROTO 〜プロトからオリジナルへ〜                                       | Music Hot Flavor                                            |  |
| 0  | 00                                       | MUSIC BIRD for COMMUNITY | MUSIC BIRD for COMMUNITY | MUSIC BIRD for COMMUNITY | MUSIC BIRD for COMMUNITY | MUSIC BIRD for COMMUNITY | MUSIC BIRD for COMMUNITY                                               | MUSIC BIRD for COMMUNITY                                    |  |
| 1  | 00                                       | MUSIC BIRD for COMMUNITY | MUSIC BIRD for COMMUNITY | MUSIC BIRD for COMMUNITY | MUSIC BIRD for COMMUNITY | MUSIC BIRD for COMMUNITY | MUSIC BIRD for COMMUNITY                                               | MUSIC BIRD for COMMUNITY                                    |  |
| 2  | 00                                       | MUSIC BIRD for COMMUNITY | MUSIC BIRD for COMMUNITY | MUSIC BIRD for COMMUNITY | MUSIC BIRD for COMMUNITY | MUSIC BIRD for COMMUNITY | MUSIC BIRD for COMMUNITY                                               | MUSIC BIRD for COMMUNITY                                    |  |
| 3  | 00                                       | MUSIC BIRD for COMMUNITY | MUSIC BIRD for COMMUNITY | MUSIC BIRD for COMMUNITY | MUSIC BIRD for COMMUNITY | MUSIC BIRD for COMMUNITY | MUSIC BIRD for COMMUNITY                                               | MUSIC BIRD for COMMUNITY                                    |  |
| 4  | 00                                       | MUSIC BIRD for COMMUNITY | MUSIC BIRD for COMMUNITY | MUSIC BIRD for COMMUNITY | MUSIC BIRD for COMMUNITY | MUSIC BIRD for COMMUNITY | MUSIC BIRD for COMMUNITY                                               | MUSIC BIRD for COMMUNITY                                    |  |